# Lépidophagie
La lépidophagie (Lat.  lepidos (écaille)) est le régime alimentaire qui consiste à manger des écailles de poissons. On la trouve chez certains poissons, comme le Catoprion mentonnier, ou les Perissodus du lac Tanganyika, dans au moins cinq familles d'eau douce et sept familles marines,. Les branchioures, ou « poux de poissons » peuvent aussi présenter ce régime alimentaire, cependant ces crustacés utilisent surtout les écailles pour s'accrocher à leur hôte, grâce aux microfissures présentes à l'intérieur.
Les écailles de poissons sont une source de nourriture étonnamment nutritive, des couches contenant de la kératine et l'émail, ainsi que d'une partie dermique et une couche de mucus riche en protéines. Ils sont une source riche de phosphate de calcium.
Le Terapon jarbua, un poisson de la famille des Terapontidae, se nourrit d'écailles de poisson, mais uniquement en les arrachant à des poissons vivants. Il se nourrit également des parasites de ces écailles.